# Chrysta Bell

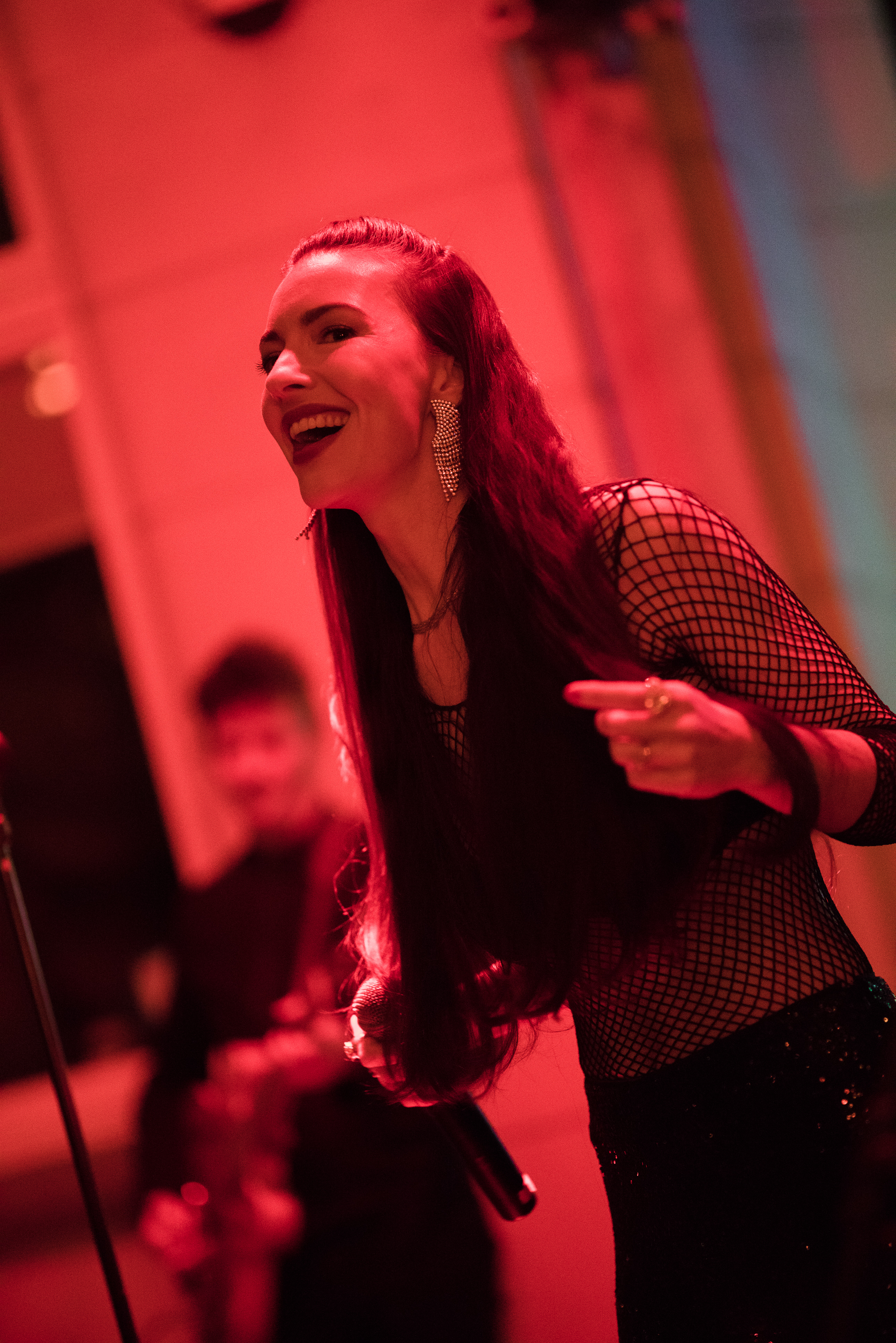
Chrysta Bell (2018)

Chrysta Bell (* 20. April 1978 in San Antonio, Texas) ist eine US-amerikanische Musikerin (mittlerweile unter dem Künstlernamen Chrystabell) und Schauspielerin.
Bell arbeitet seit 2000 musikalisch, später auch filmisch mit David Lynch zusammen. 2017 spielte sie in der dritten Staffel von Twin Peaks (The Return) die FBI-Agentin Tammy Preston.

## Stil
Chrysta Bell bewegt sich im Genre Dream Pop und Ethereal, der von ArtNoir charakterisiert wurde als „Dream Pop im schönsten Abendkleid“ der „hinter seinem Rücken ein Messer versteckt“. Nach Ansicht des Musikexpress verkörpere Chrysta Bell, was man „von Blue Velvet und Twin Peaks“ kenne – „abgründig, verdreht, dunkel“. Das 2017 ohne Mitwirkung von David Lynch entstandene Album We Dissolve wurde von John Parish unter Mitwirkung von Adrian Utley (Portishead), Geoff Downes und Stephen O’Malley (Sunn O)))) produziert und in der Kritik als zu glatt wahrgenommen. 2019 erschien das Album Feels Like Love, das von dem deutschen Produzenten Christopher Smart produziert wurde. Das 2021 entstandene Album Strange as Angels (zusammen mit Marc Collin von Nouvelle Vague) enthält ausschließlich Coverversionen der Band The Cure.

## Diskografie
- 1998: Happy Feet (RCA Victor) – mit 8 1/2 Souvenirs
- 1999: Twisted Desire (RCA Victor) – mit 8 1/2 Souvenirs
- 2011: This Train (La Rose Noire) – mit David Lynch
- 2016: Somewhere In The Nowhere (Meta Hari) – mit David Lynch
- 2017: We Dissolve (Meta Hari)
- 2018: Chrysta Bell EP (Meta Hari)
- 2019: Feels Like Love (Meta Hari)
- 2021: Strange as Angels (Kwaidan Records) – mit Marc Collin
- 2021: Bitter Pills & Delicacies (previously unreleased)[6]
- 2022: Midnight Star (Love Conquered Records)
- 2024: Cellophane Memories (Sacred Bones Records) – mit David Lynch